# Filozofia wolności

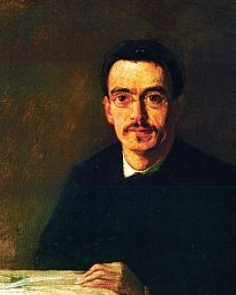
Rudolf Steiner w 1892

Filozofia wolności (Die Philosophie der Freiheit) – opublikowana w języku niemieckim w 1894 roku, najważniejsza z filozoficznych prac filozofa i ezoteryka Rudolfa Steinera. 
Jej głównym tematem jest zagadnienie wolnej woli, rozważania nad którym Steiner rozpoczyna od jego podziału na wolność myśli i wolność działania. Stoi na stanowisku, że wolność wewnętrzna jest osiągalna jeśli pogodzimy ze sobą postrzeganie, które odbija zewnętrzny wygląd świata, z poznaniem, dzięki któremu uzyskujemy dostęp do jego wewnętrznej struktury; wolność w świecie zewnętrznym rodzi się wtedy, gdy udaje się pokonać rozdźwięk między naszymi ideałami a ograniczeniami stawianymi nam przez zewnętrzną rzeczywistość dzięki pozwoleniu, by nasze czyny były inspirowane tym, co nazywa fantazją moralną. Steiner uważa, że wewnętrzna i zewnętrzna wolność uzupełniają się wzajemnie, i że prawdziwa wolność jest osiągalna tylko jeśli obie są ze sobą zintegrowane.

## Kontekst historyczny
Filozofia wolności stanowi kontynuację Prawdy i Wiedzy, studiów epistemologicznych ujętych w pracy doktorskiej zaprezentowanej na Uniwersytecie w Rostocku w 1891 r.,  której głównym tematem jest myśl Kanta i jego kontynuatora, Fichtego. 

## Przegląd myśli
Idąc w ślad za Schillerem, Steiner opisuje jak z obu stron naszej egzystencji, doświadczenie pracuje na rzecz utraty przez nas wolności. Z łatwością możemy rozpoznać jak nasze bycie na poziomie natury, na którym jesteśmy częścią świata zwierzęcego, nasze ciało fizyczne, pożądania i skłonności, nawyki i uprzedzenia - zmierza do tego, by determinować nasze czyny oraz życie duszy. Z drugiej jednak strony, równie ograniczające są wyroki sumienia, etyka czy abstrakcyjne zasady moralne. Wolność jest tylko dlatego możliwa, twierdzi Steiner, ponieważ te różne czynniki ograniczające działają w różnych, sprzecznych ze sobą kierunkach. Pomiędzy impulsami dwóch natur, z których żadna nie jest autonomiczna, znajdujemy wolność wyboru tego, jak myśleć i działać. Poprzez przezwyciężenie dyktatu zarówno „niższego” jak i „wyższego” źródła doświadczenia; poprzez doprowadzenie do spotkania subiektywnych i obiektywnych elementów doświadczenia – stajemy się prawdziwymi oraz wolnymi jednostkami. Z tego też powodu wolność dla Steinera nie polega na nieskrępowanej ekspresji naszej subiektywnej natury, ale na świadomym jej zjednoczeniu z obiektywnymi ograniczeniami świata zewnętrznego.
Co najmniej od czasów Kanta, przeważająca część filozofii zachodniej uznawała dualizm za wrodzoną cechę ludzkiej świadomości. Dualizm ten powstaje ponieważ postrzegamy zewnętrzną i wewnętrzną naturę świata w radykalnie różny sposób. Nasze postrzeżenia zmysłowe informują nas o zewnętrznym kształcie świata, podczas gdy nasze myślenie penetruje jego naturę wewnętrzną. Podział ten jest charakterystyczny i konstytutywny dla ludzkiego doświadczenia. Steiner wysuwa myśl, że mamy zdolność pokonania tego dualizmu doświadczenia poprzez ponowne zjednoczenie postrzegania i myślenia. Kontemplując aktywność naszego własnego myślenia obserwujemy to, co myślimy, a myślimy to, co obserwujemy. Dla Steinera jest to właśnie ten moment, kiedy możemy mówić o wolności w czystej postaci tj. moment, kiedy wolna ideacja jest tworem aktywności Ja, kiedy możemy mówić o duchowej aktywności. 
Steiner uważa, że kiedy już uda się nam zharmonizować dwie strony naszego doświadczenia, musimy wytwarzać ich nową syntezę w każdym momencie sytuacyjnie odpowiedniego, wolnego czynu. Ten akt twórczej syntezy Steiner opatrzył mianem fantazji moralnej. Jego zdaniem, tylko wtedy nasz czyn jest wolny, gdy znajdujemy odpowiednią ideową intuicję moralną, etycznie zmuszającą, ukonkretnioną odpowiedź na bliskość zastanej sytuacji. Ta odpowiedź zawsze jest indywidualna, nie można jej przewidzieć lub narzucić. Radykalny etyczny indywidualizm jest dla Steinera znamieniem wolności.

## Filozofia wolnościw ujęciu szczegółowym
Epistemologia wolności jest tematem pierwszej części Filozofii wolności, w której Steiner skupia się na warunkach koniecznych  dla wolności myślenia. W części drugiej bada doświadczenie wolności, koncentrując się na warunkach koniecznych dla wolności działania.  

### Rozumienie wolności
Steiner rozpoczyna od wskazania istotnej roli świadomości, w szczególności świadomej myśli, dla osiągnięcia wolności. Bada różnego rodzaju motywy i przymus jaki wywierają na różnych poziomach, i dochodzi do wniosku że wolność jest możliwa tylko jeśli zdobędziemy kontrolę nad siłą oddziaływania tych motywów na nas. W serii wykładów z 1919r. zatytułowanych The Study of Man Steiner dokonuje dalszego zróżnicowania tych motywów na : odruchy, popędy, pragnienia, pobudki, chęci, intencje, zobowiązania.
Następnie Steiner nawiązuje do rozważań Schillera dot. sprzeczności pomiędzy przymusem naszej świadomej, racjonalnej natury a przymusem zwierzęcym naszych ciał (por. Schillera Listy o estetycznym wychowaniu człowieka) by pokazać, że wolność jest możliwa jeśli żaden z tych biegunowych aspektów natury człowieka nie dominuje. W tym miejscu cytuje Goethego:
Dwie dusze żyją w piersi mej,
A jedna z drugą chce się rozstać
W nieposkromionej jedna chuci
Wniknie w zmysłową świata treść;
A druga padół ten porzuci,
By w górny ojców kraj się wznieść.
(Faust część I, tłum. A. Sandauer Kraków 1987).
Biegunowe przeciwieństwo w świadomości przebiega pomiędzy postrzeganiem zmysłowym, dzięki któremu mamy dostęp do zewnętrznej natury rzeczy, a postrzeganiem przez myślenie (myśleniem), które z kolei daje nam wgląd w wewnętrzną naturę rzeczy. Steiner bowiem traktuje myślenie jako organ percepcji równie istotny jak same zmysły; oba podlegają iluzji i zniekształceniom, ale zarazem oba są w stanie odsłonić nam prawdziwe aspekty rzeczywistości. Dualistyczny charakter naszej świadomości bierze się stąd, że dwie strony rzeczywistości (każdego obiektu czy elementu świata), wewnętrzna i zewnętrzna, są nam dostępne jako rozdzielone pomiędzy dwa rodzaje postrzegania. Pogodzenie ich ze sobą jest zadaniem dla ludzkiego ducha (umysłu) tzn. zaprowadzenie harmonii pomiędzy naszymi myślami o określonym aspekcie świata a dotyczącymi go postrzeżeniami zmysłowymi.
Steiner podkreśla, że myślenie jest wyjątkowe jeśli chodzi o dostęp do prawdziwej, wewnętrznej rzeczywistości. Możemy uświadamiać sobie nasz proces myślenia w stopniu, jaki nie jest możliwy w przypadku naszych postrzeżeń zmysłowych, uczuć, czy woli. Z tego powodu możemy mieć pewność, że nasze myśli są rzeczywiście obiektywne, podczas gdy nasze uczucia o jakiejś rzeczy raczej mówią więcej o nas samych, o naszych subiektywnych reakcjach niż o zjawiskach, których dotyczą. Należy również zauważyć, że korygujemy nasze postrzeżenia (np. kiedy te dotyczą iluzji optycznych) właśnie przez nasz aparat pojęciowy. Myślenie zatem, jest konieczne jeśli chcemy poprawnie interpretować nasze postrzeganie zmysłowe.
Steiner podkreśla też fakt, że współczesna nauka również zależy od tych właśnie dwóch elementów, postrzegania i myślenia. Opieranie się jedynie na obserwacji nie jest nauką, a co najwyżej zbieraniem danych. Dopiero, gdy grupujemy i analizujemy materiał postrzeżeniowy jesteśmy w stanie uzyskać naukową jasność na jego temat. Z drugiej strony, matematyka jest tym rodzajem myślenia, w którym sama myśl formuje postrzeżenia; nie potrzeba żadnych postrzeżeń zmysłowych, by formułować zasady matematyczne. Można powiedzieć, że matematyka jest nauką o wewnętrznej stronie rzeczy, do uprawiania której nie potrzebujemy wiedzieć jak się przedstawia ich strona zewnętrzna.
Zwieńczeniem analizy różnych stanowisk filozoficznych, które odnoszą się do owej dialektyki naszego doświadczenia, tj. relacji biegunowości światów zewnętrznego i wewnętrznego, jest wniosek o potrzebie monizmu wyższego rodzaju. Mimo tego, że doświadczenie prowadzi nas do iluzji dualizmu, to w rzeczywistości myśląc i postrzegając - doświadczamy dwóch stron tego samego zjawiska: dwóch stron jednego i jednolitego świata. Wszystkie wnioski, do których dochodziły filozofie dualistyczne – w szczególności twierdzenie Kanta o istnieniu granic, poza które nasza zdolność poznawania nigdy nie będzie w stanie się wznieść – są na tej podstawie błędne: istnieją granice, których nasze obecne pojmowanie nie może przekroczyć, ale zarówno postrzeganie jak i myślenie mogą wznieść się dużo wyżej niż ich teraźniejsze możliwości. Mikroskop i teleskop znacznie powiększyły nasze możliwości postrzegania zmysłowego; możemy z równym poświęceniem działać na rzecz wzmocnienia sił naszej myśli, które dorównywałoby osiągniętej już sile percepcji. Tym samym Steiner rzuca wyzwanie mu współczesnych: nie wystarczy zdefiniować granic możliwej wiedzy, należy również podjąć wysiłek ich poszerzenia.

## Praktyka wolności
Steiner rozpoczyna drugą część książki (zatytułowaną Rzeczywistość wolności) od podkreślenia roli samoświadomości - rozbudzenia Ja - w myśleniu obiektywnym. W tym miejscu modyfikuje zwykłe rozumienie podziału na doświadczenie wewnętrzne i zewnętrzne wskazując na fakt, iż np. uczucia również dane są nam tak, jak postrzeżenia zewnętrzne (zmysłowe). Zarówno uczucia i postrzeżenia mówią nam coś o przedmiotach, którymi jesteśmy zainteresowani: te pierwsze o nas samych, a te drugie o świecie. I jedne i drugie potrzebują myślenia, by zrozumieć ich przyczyny oraz treść, którą ze sobą niosą. To samo odnosi się do woli. Uczucia mówią nam o wpływie jaki świat na nas wywiera, wola natomiast mówi o tym, w jaki sposób my chcielibyśmy wpłynąć na świat.  Ani uczucia, ani wola jednak nie osiągają poziomu prawdziwej obiektywności, ponieważ mieszają w niejasny sposób ze sobą treść świata z treścią życia wewnętrznego. Steiner podkreśla, że doświadczamy woli i uczuć – a także naszych postrzeżeń – jako w większym stopniu stanowiących część nas samych, niż to jest w przypadku myślenia;  myślenie, w przeciwieństwie do pozostałych, nie jest przeżywane równie  bezpośrednio, spontaniczne jako coś podstawowego, przyziemnego. Uważa, iż nie sposób przecenić tego daru bezpośredniego, spontanicznego doświadczenia, ale stara się przekonać, że to doświadczenie pozostaje dualistycznym z tego względu, że obejmuje tylko jedną stronę rzeczywistości.
Tyle słowem wstępu i rekapitulacji. Steiner kontynuuje swoją myśl stwierdzając, że możemy działać przez przymus naszej fizycznej natury (odruchy, popędy, pragnienia) lub przez przymus zasad etycznych, i że żadna z tych motywacji nie czyni nas wolnymi. Pomiędzy nimi jednakże jest nasz osobisty wgląd, etyka sytuacyjna, która ani nie rodzi się z abstrakcyjnych zasad, ani z impulsów ciała. Czyn, mający takie źródło jest rzeczywiście wolny; jest on zarazem nieprzewidywalny i w pełni zindywidualizowany. W tym miejscu Steiner artykułuje swoją fundamentalną zasadę życia społecznego:
Żyć w miłości do działania i pozwolić żyć innym, mając zrozumienie dla ich woli, to podstawowa maksyma ludzi wolnych.
Nawiązuje również do poglądu Schillera na biegunowość wpływów działających na ludzką naturę, mówiąc że moralność przekracza zarówno determinujący wpływ czynników cielesnych, jak i tych, które pochodzą ze społecznych konwencji: 
Nieporozumienia w sferze moralnej, konflikty między ludźmi moralnie wolnymi, są wykluczone. Tylko człowiek moralnie niewolny, który słucha popędu natury albo przyjętego nakazu powinności, odtrąca bliźniego, gdy ten nie pożąda za tym samym instynktem i tym samym nakazem.
Dla Steinera moralność może być tylko sytuacyjna i indywidualna; prawdziwa moralność zależy od naszej zdolności uzyskania wolności od wewnętrznych popędów natury z jednej, oraz od zewnętrznych przymusów z drugiej strony. By osiągnąć zdolność do takich wolnych czynów, musimy kultywować fantazję moralną, czyli naszą zdolność do tworzenia w wyobraźni etycznie słusznych i praktycznych rozwiązań do nowych sytuacji, a w konsekwencji, by tworzyć nasze własne etyczne zasady i przekształcać je jeśli przyjdzie taka potrzeba – nie po to, by służyć celom egotystycznym, ale  by móc sprostać nowym sytuacjom i potrzebom. To da się zrobić jedynie za pomocą intuicji moralnych, czyli bezpośrednich doświadczeń rzeczywistości duchowych, które leżą u podstaw sądów moralnych. Fantazja moralna i intuicja pozwalają nam zrealizować nasze subiektywne impulsy w rzeczywistości obiektywnej, i doprowadzić w ten sposób do powiązania w czynach duchowych oddziaływań naszej podmiotowości z naturalnymi oddziaływaniami świata obiektywnego: to, co naturalne jest duchowe; to, co duchowe jest naturalne.
Steiner konkluduje, że aby osiągnąć ten poziom wolności, musimy wyzwolić się z egzystencji grupowej: z uprzedzeń zaszczepionych nam przez rodzinę, naród, grupę etniczną i religię oraz wszystko to, co należy do przeszłości, co mogłoby ograniczać naszą wyobraźnię i twórczość jako sposoby podejmowania rzeczywistości. Tylko wtedy jesteśmy wolni, gdy urzeczywistnimy potencjał bycia indywiduum. Dlatego to od naszej wolności zależy bycie wolnym; inaczej mówiąc, tylko gdy aktywnie dążymy do wolności mamy jakąś szansę na osiągnięcie jej. 

## Filozoficzni poprzednicy
Treść Filozofii wolności zależy przede wszystkim od prac trzech filozofów: Fichtego, Schillera i Franza Brentany (nauczyciela zarówno Steinera jak i Husserla). Fichtego rozróżnienie na wolność formalną i materialną dostarcza struktury dla ujęcia, którym posłużył się Steiner: pierwsza połowa książki jest zasadniczo na temat wolności formalnej, druga natomiast jest o wolności materialnej. Idee Schillera nt. ludzkiej wolności jako tej, która poddana jest biegunowej dynamice pomiędzy, z jednej strony presji racjonalnego, wyższego stanu bycia, a z drugiej presji zmysłowego, niższego stanu bycia można odnaleźć w wielu miejscach książki. Brentany opis życia duszy jako złożonej z postrzegania, impulsów woli, uczuć i myślenia w oczywisty sposób stanowią bazę psychologii Steinerowskiej. Warto zauważyć, że Steiner był studentem Brantany na Uniwersytecie w Wiedniu, wcześnie podjął się dogłębnej lektury Fichtego, oraz że obszernie cytuje Schillera Wychowanie Estetyczne w wielu swoich wykładach.
Władimir Sołowjow, do którego Steiner często się odnosi w późniejszych wykładach, również mógł być ważną inspiracją. Opis Sołowjowa fundamentalnej dychotomii w ludzkiej świadomości odpowiada ściśle opisowi jaki daje Steiner.
Filozofia Steinera ani nie jest oceną moralnej wartości czynu pod kątem jego konsekwencji (utylitaryzm), ani też nie dopuszcza żadnego imperatywu kategorycznego, Kantowskiego lub innego, by stał się arbitrem ludzkich działań. Dla Steinera bowiem, najwyższą moralnością jest ta, która potrafi połączyć wewnętrzne życie jednostki ze światem zewnętrznym przez miłość do czynów dzięki indywidualnie wykształconym intuicjom moralnym.

## Cytaty
Człowiek może być brany pod uwagę jako wolny duch w obrębie społeczności ludzkiej tylko w takim stopniu, w jakim w przedstawiony tu sposób uwolnił się od natury gatunkowej [...] Wartość etyczną w prawdziwym znaczeniu tego słowa posiada tylko ta część czynów człowieka, które wypływają z jego intuicji.
(tłum. Jerzy Prokopiuk)